# Sociální realita
Sociální realita je lidská realita, která je vytvářena sociálně. Je vytvářena lidským chováním a lidskou interakcí, ze které jsou v důsledku formovány sociální vztahy, sociální struktury a instituce. Právě důsledky lidského chování utvářejí základ sociální reality.
Lidské činy jsou se sociální realitou totožné, jelikož ji kolektivně konstituují. Koordinovaná lidská interakce vytváří sociální realitu až tehdy, je-li dostatečně pevného a trvalého charakteru, k získání nezávislého statusu v podobě sociálního rámce existujícího nad činnostmi v něm se odehrávajícími. Sociální realita není realitou přírodní, neboť je výtvorem lidí a není schopna existence bez jejich každodenních aktivit. Je vytvářena lidským jazykem, myšlením, pojmy nebo dohodou.
Sociální realita je některými autory spojována s teorií sebenaplňujícího se proroctví. Finn Collin například uvádí, že přesvědčení o sociální realitě ovlivňuje samotnou sociální realitu tím způsobem, že nezáleží na pravdivosti přesvědčení. Tyto výroky o sociální realitě mohou být přirovnány taktéž k tvrzení W. I. Thomase, který říká, že „jestliže lidé definují situace jako reálné, jsou reálné ve svých důsledcích“.
Jedním ze způsobu zkoumání sociální reality je způsob fenomenologický. Fenomenologické zkoumání sociální reality se zaměřuje na tři koncepty – sociální a institucionální fakta, kolektivní záměrnosti a hodnoty. Z tohoto tématu vyplývá problém oprávněnosti norem, na kterých se sociální realita zakládá (např. společnosti, státy, komunity) a problém sdílení hodnot a jejich kolektivnosti. John Searle ve své teorii zamýšlí nad tím jak tzv. identifikovat všechny komponenty potřebné k vytvoření sociální reality a přesně určit podmínky pro její existenci. Nezabývá se problémem vztahu mezi sociální realitou a hodnotami, nýbrž jaký druh kolektivní záměrnosti může hodnoty uchopit, abychom měli spravedlivou a čestnou společnost.

## Teorie sociální konstrukce reality(Berger a Luckmann)
Dle sociologů Bergera a Luckmanna je sociální realita zrcadlena v institucích vytvářených člověkem. Pod pojmem instituce je chápán například stát, rodina či přátelství. Jsou přesvědčeni, že zkoumání způsobu vytváření sociální reality je pro její náležité pochopení samostatným úkolem sociologie vědění.
Na základě této teorie je realita každodenního života zachovávána vtělením se do rutinních aktů, což je hlavním komponentem institucionalizace. Nadto je tato realita permanentně stvrzována při jedincově interakci s ostatními lidmi. Sociální procesy tedy formují základní jednotku reality, jelikož realita je nejprve internalizována a následně též udržována díky sociálním procesům. Realita každodenního života, dle této teorie, pojímá typizační schémata, které slouží jako prostředek k vnímání a k interakci s lidmi. Sociální realita každodenního života tak může být chápána jako sled kontinuálních typizací. Na základě shrnutí zmíněných typizací a vzorců interakce vzniká tzv. sociální struktura. Berger a Luckmann proto míní, že základním prvkem reality každodenního života je právě sociální struktura. Neustálý proces institucionální reprodukce světa se stává samotnou sociální konstrukcí reality. Základ modelu sociální konstrukce reality představuje sled pojmů externalizace – objektivizace – internalizace. Tyto pojmy mají odkazovat na vzájemně se doplňující dimenze tohoto procesu: nutnost institucí, vnější objektivita institucí vůči jednotlivcům a jejich závislost na lidském myšlení a jednání.
Berger a Luckmann kladou důraz na subjektivní významy, které považují za prostředek k vytváření sociální reality. Realita je, dle jejich teorie, vymezována sociálně, kdy definice reality jsou vždy reflektovány konkrétními jedinci či skupinami. V jejich humanistickém pojetí sociální reality, člověk, v konečné instanci, vždy vytváří sám sebe.